# Ne-Yo
Ne-Yo, egentligen Shaffer Chimere Smith, född 18 oktober 1979 i Camden, Arkansas, är en amerikansk pop- och R&B-sångare/låtskrivare, musikproducent, skådespelare och rappare. Sedan sin debut har Ne-Yo haft fem låtar i tio-toppen på Billboardlistans "Hot 100" och två förstaplacerade album på Billboard 200. Ne-Yo har även skrivit och producerat låtar för artister som Usher, Mary J. Blige, Beyoncé och Rihanna.
Ne-Yo började sin karriär inom musikindustrin som låtskrivare efter att ha skrivit "Let Me Love You" för sångaren Mario. Singelns framgång i USA föranledde ett informellt möte mellan Ne-Yo och chefen för Def Jam Recordings att underteckna ett skivkontrakt. Han släppte under 2006 sitt debutalbum, In My Own Words, som bland annat innehöll hitlåten "So Sick", vilken nådde Billboardlistans förstaplacering.

## Biografi
Ne-Yo föddes den 18 oktober 1979 i Camden, Arkansas och blev döpt med namnet Shaffer Chimere Smith. Hans far är afroamerikan och hans mor är av blandad afroamerikansk och kinesisk-amerikansk härkomst. Båda var musiker. Ne-Yo uppfostrades endast av sin mor efter att hon separerat från hans far. I hopp om ett bättre liv flyttade familjen till Las Vegas i Nevada.

## Karriär

### Debut
Ne-Yo dök upp i musikbranschen som medlem av den Las Vegas-stationerade kvartetten Envy. Efter att gruppen upplöstes 2000 skrev Ne-Yo kontrakt med Columbia Records, men efter inspelningen av sitt första album slopades han av skivbolaget innan det hade blivit släppt. Sångaren Marques Houston råkade höra en av Ne-Yo:s låtar, "That Girl", vilken var tänkt att vara den senares debutsingel från det då outgivna albumet. Houston lät återinspela "That Girl" och släppte den som singel till sitt album MH. Singelns release ledde till att Ne-Yo erkändes som låtskrivare, vilket även ledde till hans beslut att fortsätta skriva låtar till andra artister.
De kommande två åren, som tonåring, fortsatte Ne-Yo att skriva låtar, av vilka en del inte har blivit officiellt släppta. Han bidrog med låtar till den amerikanska sångerskan Teedra Moses album Complex Simplicity (2004), Christina Milians It's About Time och det amerikanska pojkbandet Youngstown, men alla misslyckades att ge Ne-Yo tillräckligt mycket uppmärksamhet från huvudfåran. Ne-Yo har också skrivit låtar till den amerikanska sångerskan Mary J. Blige, B2K, Faith Evans och Musiq med flera.
Ne-Yo trädde in i branschen på riktigt efter att låten "Let Me Love You", vilken han skrivit för sångaren Mario, nådde nummer ett på Billboard Hot 100 och höll förstaplatsen i hela nio veckor, och blev en av de mest spelade låtarna i USA. Efter den framgångsrika singeln arrangerade Tina Davis, före detta A&R-representant för Def Jam Recordings, ett informellt möte med skivbolagets chef, L.A. Reid. Ne-Yo letade ursprungligen inte efter ett nytt kontrakt, men efter att han hade uppträtt för dem signades han av hiphop-artisten Jay-Z, Def Jams dåvarande VD.

### Inspelningar
Smeknamnet "Ne-Yo" myntades av en producent som Ne-Yo en gång arbetade tillsammans med, Big D Evans, eftersom Evans menade att Ne-Yo såg på musiken på samma sätt som Neo såg the matrix. Evans började kalla honom Ne-Yo som ett skämt, tills alla vande sig vid det.
I början av 2006 släppte Ne-Yo sitt debutalbum, In My Own Words, genom Def Jam. Albumet debuterade som nummer ett på Billboard 200, med över 301 000 sålda exemplar den första veckan. Under samma vecka nådde singeln "So Sick" nummer ett på Billboard Hot 100. Senare släppta singlar från albumet var "When You're Mad" och "Sexy Love", vilka som bäst nådde plats 15 och 7, respektive. Albumet har certifierats platina av Recording Industry Association of America (RIAA) med över en miljon sålda exemplar.

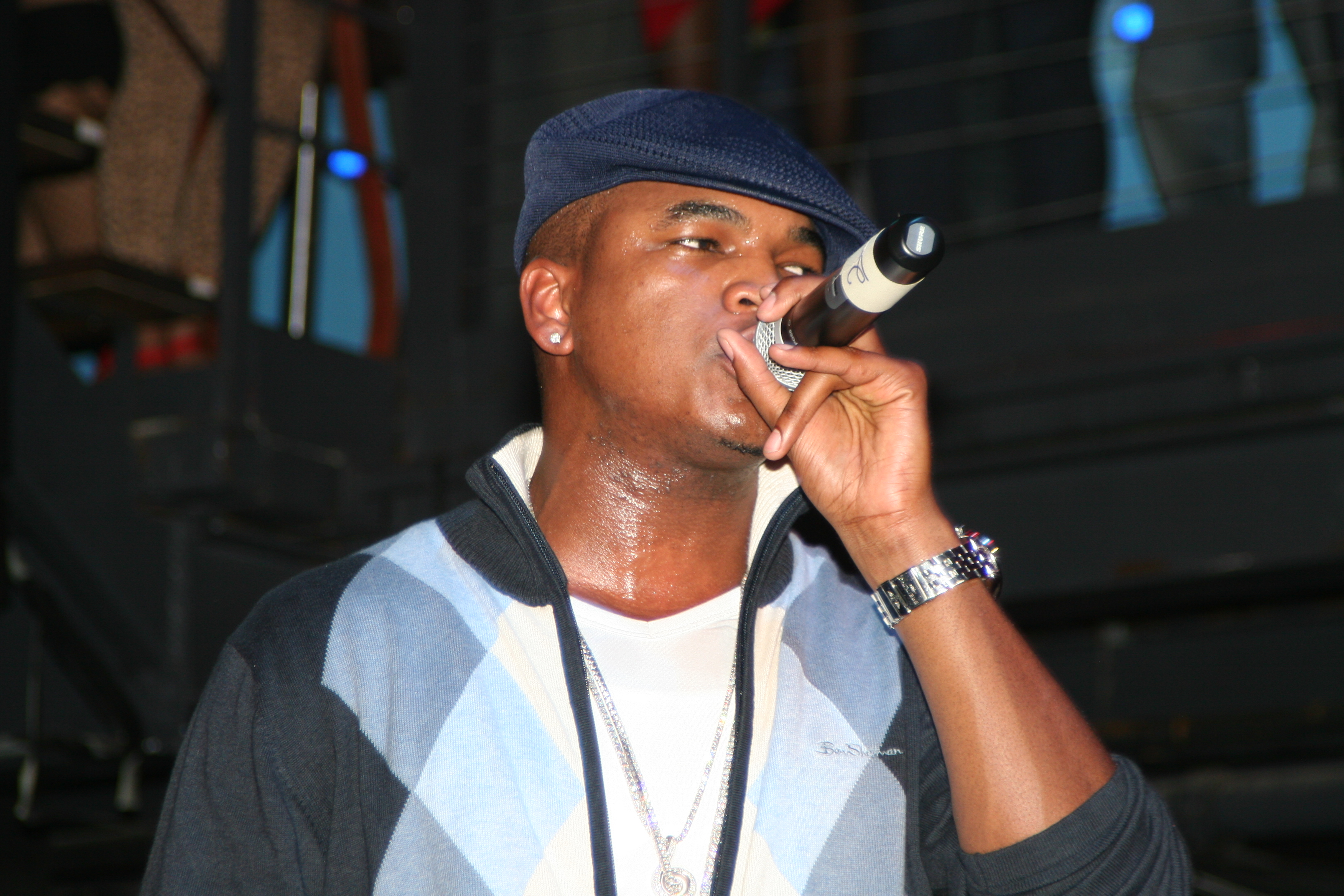
Ne-Yo uppträder live.

Hans andra album, Because Of You, släpptes den 1 maj 2007 och debuterade som nummer ett på Billboard 200 med 251 000 sålda exemplar i USA. Den första singeln från detta platinasäljande album var titelspåret "Because Of You" som nådde plats nummer två på Billboard Hot 100. Trots singelns framgång blev de senare släppta singlarna mindre framgångsrika och tog sig inte ens in på topp 20. Albumet har certifierats platina av RIAA efter att ha sålt i över en miljon enheter. I december 2007 uppträdde Ne-Yo och Goo Goo Dolls på en insamlingskonsert för den dåvarande senatorn och presidentkandidaten Barack Obama.
Ne-Yo:s tredje album, Year of the Gentleman, släpptes den 6 september 2008. Albumet sålde i 250 000 exemplar under den första veckan i USA och debuterade på andra plats på Billboard 200. Recensionerna för albumet var positiva: i en av dem skrev Caryn Ganz från Rolling Stone magazine att Year of the Gentleman "faktiskt är ett utmärkt konceptalbum om vilken toppenkille (pojkvän) han [Ne-Yo] kan vara". De två första singlarna, "Closer" och "Miss Independent" har nått plats nummer sju på Billboard Hot 100. Albumet nominerades till Best Contemporary R&B Album och Album of the Year vid 2009 års Grammy Awards. "Closer" nominerades för Best Male Pop Vocal Performance och "Miss Independent" nominerades för Best Male R&B Vocal Performance och Best R&B Song. Year of the Gentleman har certifierats guld av RIAA efter att ha sålt i över 500 000 exemplar.
Ne-yo:s fjärde album,Libra Scale, släpptes den 19 oktober 2010.

### Låtskrivande
Ne-Yo skriver ofta låtar tillsammans med Tor Erik Hermansen och Mikkel S. Eriksen från det norska produktionsteamet Stargate. Ne-Yo mötte dem i en hall på Sony Music Studios i New York, och då han kände till att gruppen producerade R&B beslutade han sig för att börja samarbeta med dem. Kollektivets tidiga verk var låtar från In My Own Words, bland annat låten "So Sick".

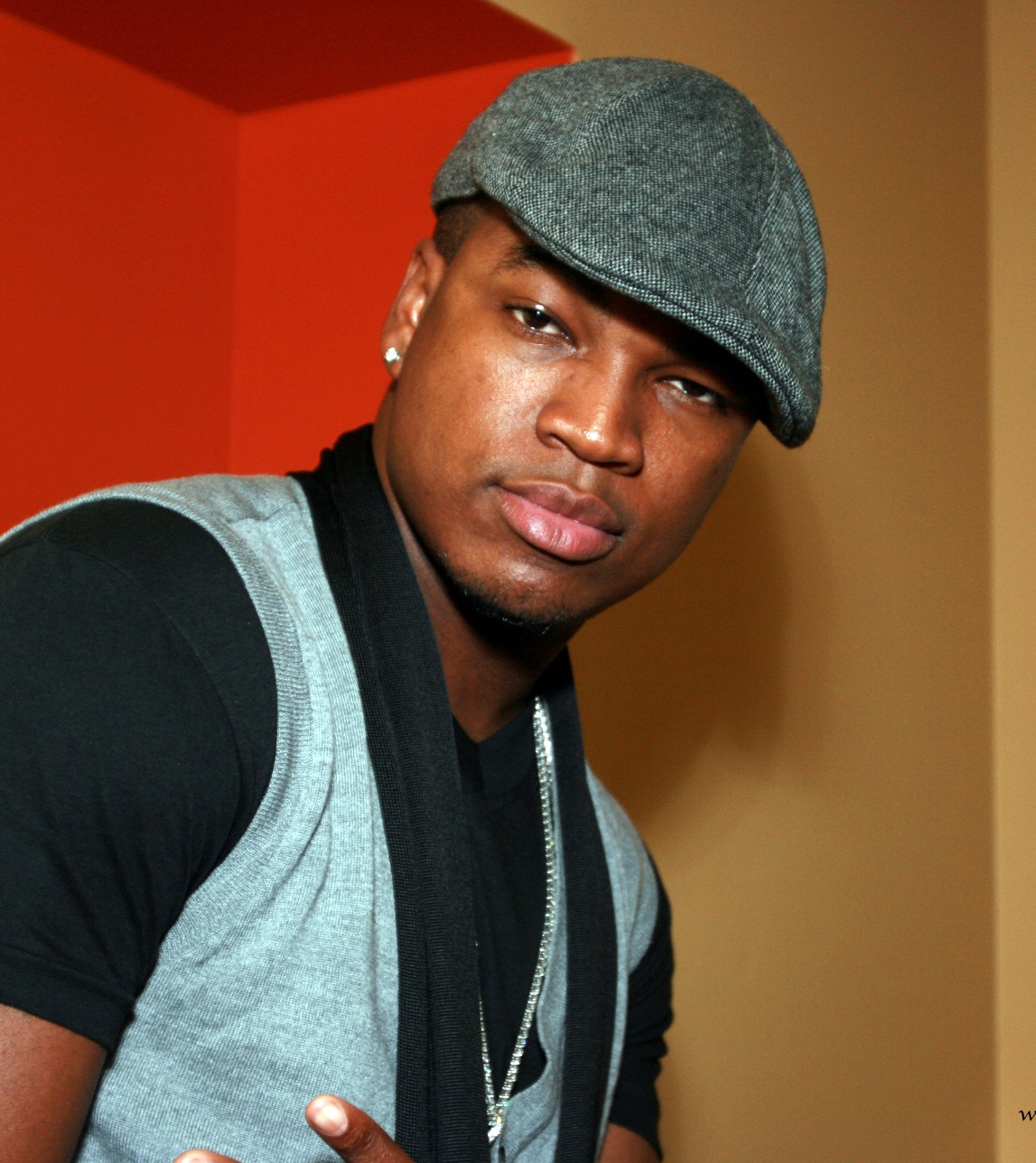
Ne-Yo

Bortsett från att arbeta på sina egna album samarbetar Ne-Yo också med flera andra artister. Hans verk omfattar Rihannas singel "Unfaithful" och hennes senare hitlåt "Take a Bow" från 2008, Mario Vazquez "Gallery", Paula DeAndas "Walk Away (Remember Me)" och Beyoncé Knowles hitsingel "Irreplaceable", vilken höll förstaplatsen på Billboard Hot 100 i tio raka veckor.
Ne-Yo har också skrivit låtar till Whitney Houston, Celine Dion, Corbin Bleu och Enrique Iglesias. Han har också samarbetat med Lindsay Lohan på hennes nya material och har redan gjort färdig låten "Bossy", en singel från hennes nya album Spirit in the Dark. Ne-Yo har även bekräftat att han har blivit kontaktad av producenten will.i.am, som vill ha honom att arbeta på Michael Jacksons kommande album.

### Övrigt
Ne-Yo dristade sig att öppna sin egen inspelningsstudio kallad Carrington House i Atlanta, Georgia. Han hade också startat sitt eget produktionsbolag, Compound Entertainment år 2007 och har anställt flera producenter och låtskrivare i hopp om att förvandla det till en framstående skivbolag. Artister som Paula Campbell, Sixx John, Heavyweights, David Brown och Shanell är kopplade till företaget.
Ne-Yo har hittills framträtt i två filmer. Han filmdebuterade med Save the Last Dance 2 år 2006 och senare med Stomp the Yard år 2007. Han bidrog med låtar till båda filmernas soundtracks. Ne-Yo förväntas medverka i, producera och skriva soundtrack till filmen Venice Beach.
Ne-Yos framträdande runt om i världen grundar sig på hans musik som är väldigt rytmiskt. Till detta lägger han till en Michael Jackson-inspirerad dansstil. Ne-Yo som själv gått ut med att han alltid varit ett stort fan av Michael Jackson och att det var hans musik som fick honom att inleda en musikkarriär (sagt i en intervju med Tyra Banks i hennes TV-show). I samma intervju talades om hans charm. Ne-Yo sade då: "Jag har ingen sexig kropp som Usher, inget charmigt leende som Chris Brown. Min sexighet ligger i att när jag kliver in i ett rum utstrålar jag sexighet och charm", ett påstående som ska anses betyda att charmen finns inombords och det ska kvitta i hur man ser ut.

## Privatliv
Ne-Yo fick en son år 2005 tillsammans med sin bästa tjejkompis. Han gav honom namnet Chimere efter sitt eget andra förnamn. Han är nu tillsammans med Monyetta Shaw. Den 12 november 2010 föddes dottern Madison. Den 9 oktober 2011 föddes sonen Mason.
Ne-Yo greps för vårdslös körning den 19 februari 2008, när han körde genom Cobb County, Georgia. Han körde i över 160 kilometer i timmen i sin Range Rover och hade inte ett giltigt körkort. Det rapporterades att han körde i ungefär 170 kilometer i timmen; 80 kilometer över hastighetsgränsen. Ne-Yo dömdes till 24 timmars samhällstjänst den 2 juni 2008, efter att han erkände sig skyldig till olovlig körning och inte bestred anklagelserna och bötern för vårdslös körning.
Enligt The Notable Names Database (NNDB) är Ne-Yo kristen. Han har emellertid fått sig själv att framstå som en anhängare av islam, då han till Hollywood TV sagt att "islam betyder kärlek och Koranen betyder vishet".

## Diskografi
- In My Own Words (2006)
- Because of You (2007)
- Year of the Gentleman (2008)
- Libra Scale (2010)
- R.E.D. (2012)

## Filmografi
- 2007 – Save the Last Dance 2
- 2007 – Stomp the Yard
- 2009 – Red Tails
- 2011 – Battel:Los Angeles
- 2015 – Sharknado 3: Oh Hell No!

### Fotnoter
1. 1 2 3 4  Hobbs, Linda (2007-02-27). "VIBE.com: Ne-Yo to VIBE: "I am NOT a Sex Addict" Arkiverad 27 oktober 2007 hämtat från the Wayback Machine.. Vibe. Hämtat 2008-10-15.
2. ↑  "Ne-Yo: Grammy-winning singer to perform at Halenbeck Hall". St. Cloud State University. 2008-09-25. Hämtat 14 oktober 2008.
3. 1 2  Lo, Ricky (2008). "Let Ne-Yo Love You". The Philippine Star (Filippinerna).
4. 1 2 3 4 5 6  Reeves, Mosi (2006-09-07). "Slick of It All" Arkiverad 20 april 2014 hämtat från the Wayback Machine.. Miami New Times. Hämtat 2008-12-27.
5. 1 2 3  Jones, Steve (2007-05-15). "Ne-Yo keeps tunes coming". USA Today. Hämtat 27 december 2008.
6. 1 2  Kellman, Any. "Neyo: Biography". Allmusic. Hämtat 2008-12-26.
7. 1 2  Reid, Shaheem. "Jay-Z’s Picks: Teairra Mari, Rihanna, Ne-Yo" Arkiverad 30 augusti 2011 hämtat från the Wayback Machine.. MTV. Hämtat 25 december 2008.
8. 1 2  Hope, Clover (2009-03-09). "Ne-Yo Completes Chart Takeover With 'So Sick'". Billboard (Nielsen Business Media, Inc). Hämtat 26 december 2008.
9. ↑  Scott, Kevin R. (2005-10-24). "20 Questions with Ne-Yo" Arkiverad 12 maj 2008 hämtat från the Wayback Machine.. Vibe. Hämtat 21 oktober 2008.
10. ↑  Lorez, Jeff (2006). "Ne-Yo 2006 Interview" Arkiverad 27 oktober 2008 hämtat från the Wayback Machine.. Soulmusic. Hämtat 2008-10-21.
11. ↑  Hasty, Katie (2006-03-08). "Ne-Yo's 'Words' Speak Volumes At No. 1". Billboard (Nielsen Business Media, Inc). Hämtat 26 december 2008.
12. 1 2 3  "Artist Chart History - Ne-Yo". Billboard. Nielsen Business Media, Inc. Hämtat 2008-12-26.
13. 1 2 3  "RIAA - Gold and Platinum" Arkiverad 16 september 2013 hämtat från the Wayback Machine.. Recording Industry Association of America. Hämtat 2008-12-25.
14. ↑  Hasty, Katie (2009-05-09). "Ne-Yo Scores Second No. 1 In Debut-Heavy Week". Billboard (Nielsen Business Media, Inc). Hämtat 26 december 2008.
15. ↑  Cathcart, Rebecca (2007-12-11). "Ne-Yo, The Goo Goo Dolls and, Oh, Yes, Barack". The New York Times. Hämtat 2008-12-26.
16. ↑  Hasty, Katie (2008-09-24). "Metallica Edges Ne-Yo, Nelly To Remain No. 1" Arkiverad 6 november 2008 hämtat från the Wayback Machine.. Billboard (Nielsen Business Media, Inc). Hämtat 25 december 2008.
17. ↑  Ganz, Caryn (2008-09-18). "Year of the Gentleman : Ne-Yo : Review" Arkiverad 5 maj 2009 hämtat från the Wayback Machine.. Rolling Stone. Hämtat 2008-09-24.
18. ↑  Adler, Shawn (2008-12-04). "Ne-Yo Was Blown Away By His Six Grammy Nods: 'One Nomination Would Have Been Enough For Me'" Arkiverad 17 december 2008 hämtat från the Wayback Machine.. MTV. Hämtat 25 december 2008.
19. ↑  Sisario, Ben (2007-05-06). "Wizards in the Studio, Anonymous on the Street". The New York Times. Hämtat 2008-12-25.
20. ↑  McDonald, Sam (2007-05-30). "The many roles of Ne-Yo". Daily Press (AccessMyLibrary). Hämtat 24 december 2008.
21. ↑  Laudadio, Marisa; Herndon, Jessica (2008-05-07). "Listen to Lindsay Lohan's New Song 'Bossy'". People. Hämtat 24 december 2008.
22. ↑  "Ne-Yo: 'I'm Not Trying To Top 'Thriller'" Arkiverad 16 december 2008 hämtat från the Wayback Machine.. Starpulse. 2007-06-07. Hämtat 24 december 2008.
23. 1 2  Frezza, Robert (2007-05-29). "Ne-Yo To Open Carrington House Studio" Arkiverad 17 oktober 2007 hämtat från the Wayback Machine.. Soulshine. Hämtat 30 september 2007.
24. ↑  "Interview: Ne-Yo" Arkiverad 22 april 2009 hämtat från the Wayback Machine.. MTV. 2006. Hämtat 2008-12-26.
25. ↑  Simmons, Leslie (2008-10-17). "Ne-Yo Pulling Triple Duty On 'Beach'" Arkiverad 18 oktober 2008 hämtat från the Wayback Machine.. Billboard (Nielsen Business Media, Inc). Hämtat 18 oktober 2008.
26. ↑  TMZ staff (2008-02-22). "Cops: Ne-Yo Was Driving CRAZY!". TMZ. Hämtat 24 december 2008.
27. ↑  "Ne-Yo AKA Shaffer Chimere Smith" The Notable Names Database (NNDB). Hämtat 7 februari 2009.
28. ↑  "Hollywood TV - Ne-Yo - Promoting Islam" Video från Youtube. Sedd 7 februari 2009.